# Wilhelm Backhaus

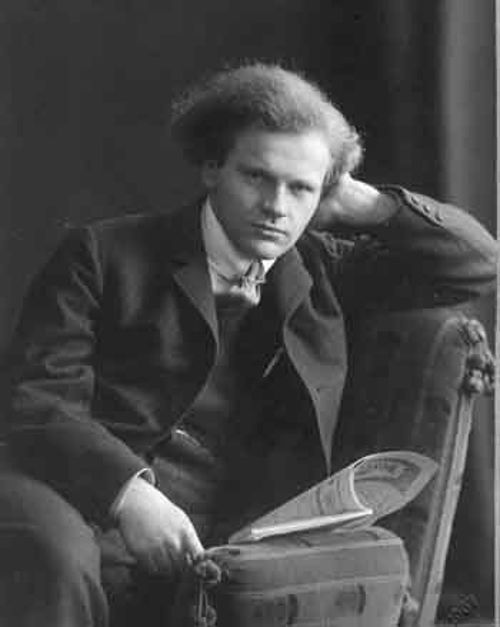
Wilhelm Backhaus um 1920

Wilhelm Backhaus (* 26. März 1884 in Leipzig; † 5. Juli 1969 in Villach, Österreich) war ein deutscher Pianist. Er gilt als einer der bedeutendsten Pianisten des 20. Jahrhunderts.

## Leben
Am 26. März 1884 wurde Wilhelm Backhaus als fünftes von acht Kindern geboren. Sein Vater war der Kaufmann Gustav Ludwig Guido Backhaus, seine Mutter Clara Marie Schönberg, mit der er im Kindesalter musizierte. Verheiratet war er seit 1910 mit der Harfenistin Alma Backhaus geb. Herzberg (* 24. Januar 1886; † 22. Dezember 1978).
Wilhelm Backhaus wurde 1891 Schüler von Alois Reckendorf und besuchte von 1894 bis 1899 das Leipziger Konservatorium, wo er weiter Klavier bei Reckendorf und Komposition bei Salomon Jadassohn studierte. Sein erstes Konzert gab er im Alter von acht Jahren. Am Konservatorium studierte er auch Violine und Kontrapunkt. Ab Herbst 1899 war er kurzzeitig Schüler von Eugen d’Albert in Frankfurt am Main. Seine Klavier-Studien setzte er bei Alexander Iljitsch Siloti fort. Im Alter von elf Jahren lernte er Johannes Brahms kennen.
Seine ersten öffentlichen Auftritte hatte er in seiner Geburtsstadt Leipzig, einen schon mit 12 Jahren, und dann wieder einen im Alter von 14 Jahren: beim II. Philharmonischen Konzert des Winderstein-Orchesters im Oktober 1898 begeisterte er das Publikum in der überfüllten Alberthalle mit Mozart, Liszt und Chopin. In Hamburg und Darmstadt folgten dann seine ersten auswärtigen öffentlichen Auftritte: am 20. November 1899 beeindruckte er im Darmstädter Saalbau u. a. mit seiner Interpretation von Beethovens Klavierkonzert Nr. 4 in G-dur, und schon am 29. März 1900 folgte dann das zweite Konzert in der Großherzoglich-Hessischen Residenz (in der er dann von 1911 bis 1915 sogar wohnte). Im Dezember 1900 reiste er nach London und begann dort seine Weltkarriere. 1902 folgte er der Einladung von Hans Richter nach Manchester. Auf der Reise begleitete ihn sein Jugendfreund, der Cellist Paul Grümmer.
Im Jahr 1905 gewann er den ersten Preis beim Anton-Rubinstein-Wettbewerb in Paris, der zweite Preis ging an Béla Bartók. In diesem Jahr wurde er als Principal  Professor  of  Pianoforte an das Royal College Manchester berufen. Dieses Amt gab er aufgrund seiner zahlreichen Konzertverpflichtungen nach einem Jahr wieder auf. In den Folgejahren konzertierte er mit zahlreichen internationalen Künstlern, u. a. mit Teresa Carreno und dem Geigenvirtuosen Jan Kubelik. Von 1905 bis 1908 gab er „Ferien-Meisterkurse“ am fürstlichen Konservatorium Sondershausen.
Vor dem Ausbruch des Ersten Weltkrieges war er als Großherzoglich Herzoglicher Kammervirtuose in Darmstadt angestellt. Aufgrund seiner internationalen Erfolge machte er Bekanntschaft mit den Hohenzollern und gab bis zum Ausbruch des Ersten Weltkrieges Kronprinzessin Cecilie Klavierunterricht. Am 1. April 1915 wurde Wilhelm Backhaus zum Militärdienst eingezogen. Aufgrund der Fürsprache des Kaiserhauses wurde Backhaus vom Fronteinsatz verschont und war zunächst in Gießen stationiert. Am 24. Februar 1916 wurde er nach Berlin zum Königin Elisabeth Garde-Grenadier-Regiment Nr. 3 versetzt. Während des Krieges wurde ihm durch Fürsprache des württembergischen Königs Wilhelm II. die Möglichkeit gegeben, Klavierkonzerte im Stuttgarter Hoftheater zu geben. Einen Teil der Einnahmen spendete er dem württembergischen Roten Kreuz. 1917 wurde Backhaus zum Oberkommando der Heeresgruppe Deutscher Kronprinz und zum persönlichen Stab des Kronprinzen Wilhelm abkommandiert und gab während des Krieges zahlreiche Konzerte für verwundete Frontsoldaten.

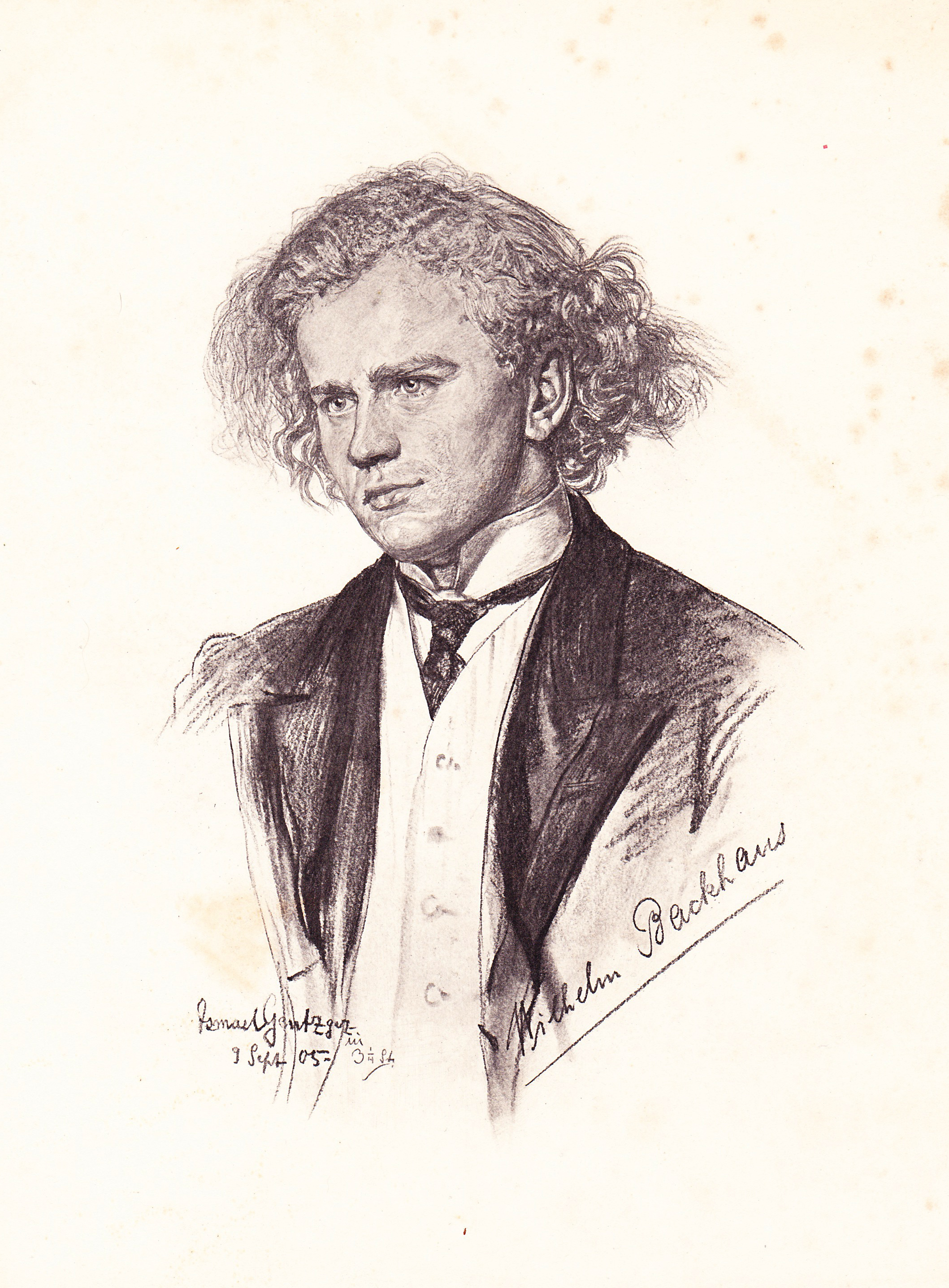
Wilhelm Backhaus, gezeichnet von Ismael Gentz, 1905

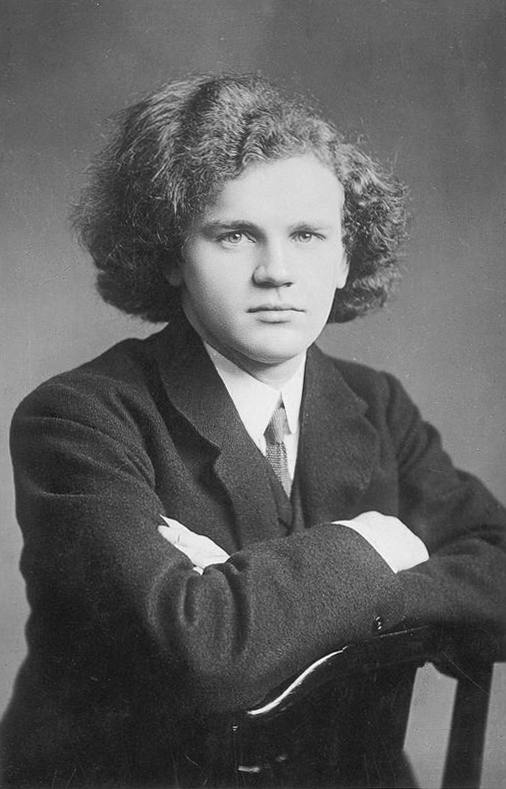
Wilhelm Backhaus, 1907

Nach Ende des Ersten Weltkrieges führten ihn Konzerttourneen durch Europa, in die USA und nach Australien. 1925/26 unterrichtete Backhaus am Curtis Institute of Music in Philadelphia (USA). Am 22. Februar 1926 gab er das Abschiedskonzert seiner Amerika-Tournee. Im Frühjahr 1926 kehrte er nach Deutschland zurück. Backhaus galt Ende der 1920er Jahre als Repräsentant deutscher Musikkultur und war Gast zahlreicher in- und ausländischer Diplomaten. In Anerkennung seiner Leistungen wurde er in die Preußische Akademie der Künste aufgenommen.
Mit seiner Ehefrau Alma siedelte Backhaus 1930 in die Schweiz nach Lugano über, lebte dort im Stadtteil Loreto in der Villa Wellingtonia, Via Giuseppe Mazzini, welche inzwischen abgerissen wurde, und nahm 1931 die Schweizer Staatsbürgerschaft an, wirkte aber trotzdem weiter in Deutschland.
Nach der Machtergreifung der Nationalsozialisten lernte er spätestens im Mai 1933 Adolf Hitler persönlich kennen, den er auf einem Flug nach München begleitete. Im selben Jahr wurde er Präsidialbeirat der Kameradschaft der Deutschen Künstler. Im Juli 1933 wurde er vom preußischen Kulturminister gemeinsam mit Wilhelm Furtwängler, Max von Schillings und Georg Kulenkampff in eine Kommission zur Prüfung sämtlicher Konzertprogramme berufen.
Backhaus konzertierte in den 1930er Jahren in zahlreichen Städten des Deutschen Reiches und setzte seine Konzerttätigkeit im Ausland, wie in Frankreich, Italien, Großbritannien und Südamerika fort. Er wurde als Juror zu zahlreichen nationalen und internationalen Klavierwettbewerben, u. a. 1933 zum Internationalen Klavierwettbewerb in Wien und 1937 zum Internationalen Chopin-Klavierwettbewerb in Warschau eingeladen.
In den 1930er Jahren übte Backhaus zahlreiche kulturpolitische Funktionen aus. Am 15. November 1935 ernannte ihn Joseph Goebbels zum Reichskultursenator. 1936 machte Backhaus zur Reichstagswahl am 29. März in der Zeitschrift Die Musikwoche in der Rubrik Im Namen der Solisten Wahlreklame: „Niemand liebt die deutsche Kunst und insbesondere die deutsche Musik glühender als Adolf Hitler ...“ Einen Monat später wurde Backhaus am 20. April von Hitler der Professor-Titel verliehen. 1937 schlug er eine persönliche Einladung Hitlers für ein Konzert am 12. März aus, da er zur gleichen Zeit als Juror beim Chopinwettbewerb unabkömmlich sei. Im September 1937 wurden Backhaus und seine Ehefrau als Ehrengast zum Reichsparteitag geladen.
Von der nationalsozialistischen Presse gelobt, wurde Backhaus 1934 von dem nationalsozialistischen Konzertkritiker Friedrich W. Herzog als „totale Verkörperung deutscher Kunst im nationalsozialistischen Sinn“ charakterisiert. Er beschreibt dessen Klavierspiel „im Geiste Bachs, im Geist Beethovens oder Brahms ein Stück deutscher Musik stilvoll in klingendes Leben umzusetzen und als Deuter dieser Musik zu bestehen, das ist die Totalität des Pianisten, die Backhaus in steter Arbeit und Selbstkontrolle heute erkämpft hat.“
Auch nach Beginn des Zweiten Weltkrieges setzte Wilhelm Backhaus seine Konzerttätigkeit im Deutschen Reich und einigen europäischen Ländern fort.
Im Herbst 1942 wurde das Generalkonsulat Zürich vom Reichsministerium für Volksaufklärung und Propaganda angewiesen, seiner Ehegattin, Alma Backhaus einen Antrag auf Sichtvermerke und Durchlassscheine zu verweigern. Das Ministerium hegte aus politischen Gründen schwerste Bedenken gegen die Ausreise von Alma Backhaus bzw. war dagegen, dass diese ihren Mann auf einer Konzertreise nach Kopenhagen und Stockholm begleiten sollte. Nach anfänglicher Weigerung ist Backhaus schließlich seinen Konzertverpflichtungen in Skandinavien – ohne Alma Backhaus – nachgekommen. Nach seiner Rückkehr aus Skandinavien musste Backhaus im November 1942 vier geplante Philharmonische Konzerte mit Wilhelm Furtwängler in Berlin wegen eines Nervenzusammenbruches absagen. Auch im Frühjahr 1943 sagte Backhaus alle geplanten Konzerte in Berlin und Österreich krankheitsbedingt ab. In den letzten Kriegsjahren unternahm Backhaus keine Konzertreisen mehr.
Nach dem Zweiten Weltkrieg setzte er nach einigen Jahren Konzertabstinenz seine Karriere fort. Konzerttourneen führten ihn ins europäische Ausland, in die USA, Südamerika, Japan und Australien. Wilhelm Backhaus siedelte nach Salzburg um und war mehrfach als Pianist bei den Salzburger Festspielen eingeladen.
Am 25. Juni 1969 eröffnete Wilhelm Backhaus den Carinthischen Sommer in der Stiftskirche in Ossiach (Kärnten), die Einnahmen aus diesem Benefizkonzert stiftete er für den Ankauf einer neuen Orgel. Die Wilhelm-Backhaus-Gedächtnisorgel wurde 1970/71 durch die Firma Metzler Orgelbau gebaut und am 11. Juni 1971 eingeweiht.

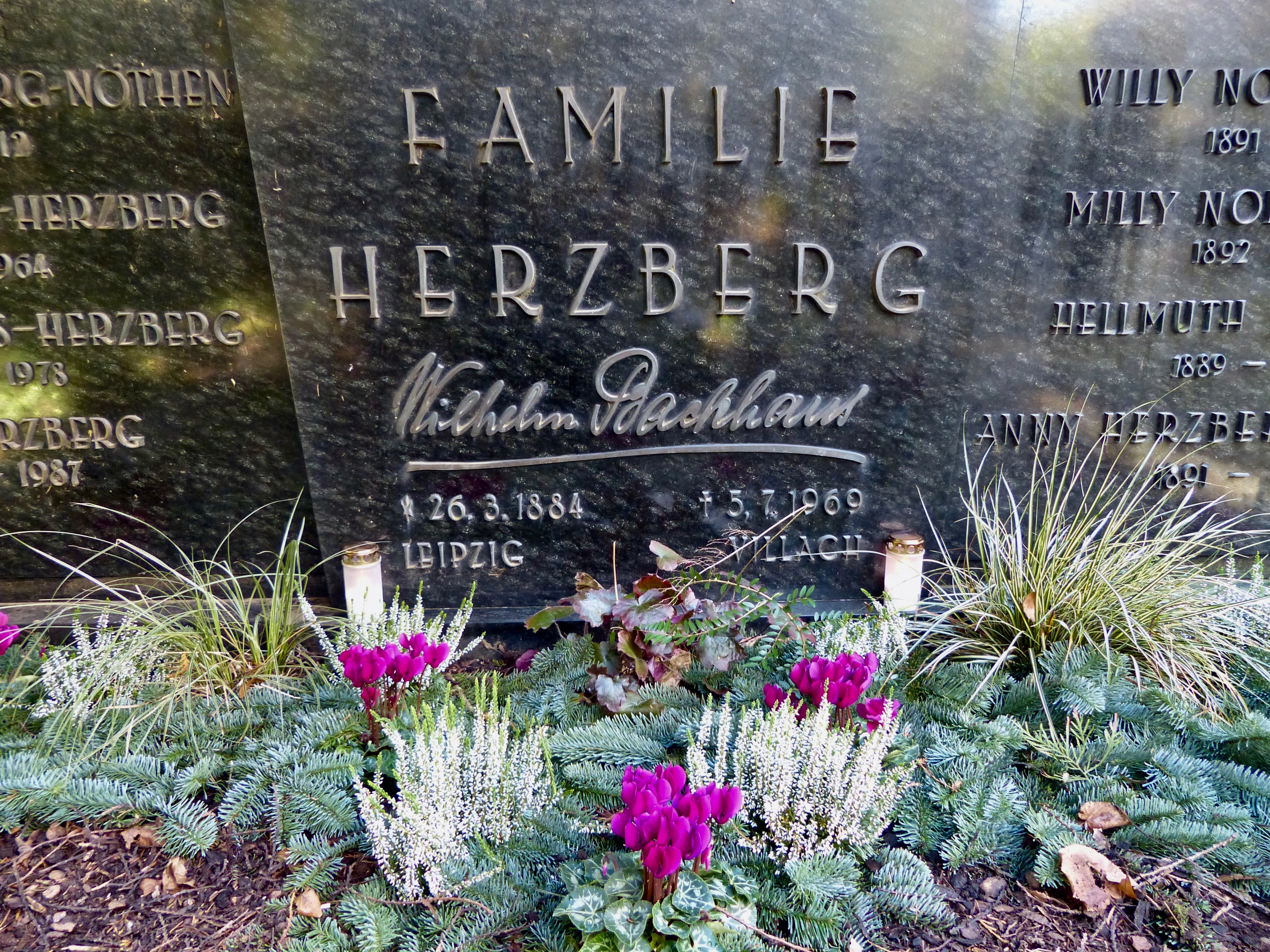
Grabstätte von Wilhelm Backhaus auf dem Kölner Melaten-Friedhof

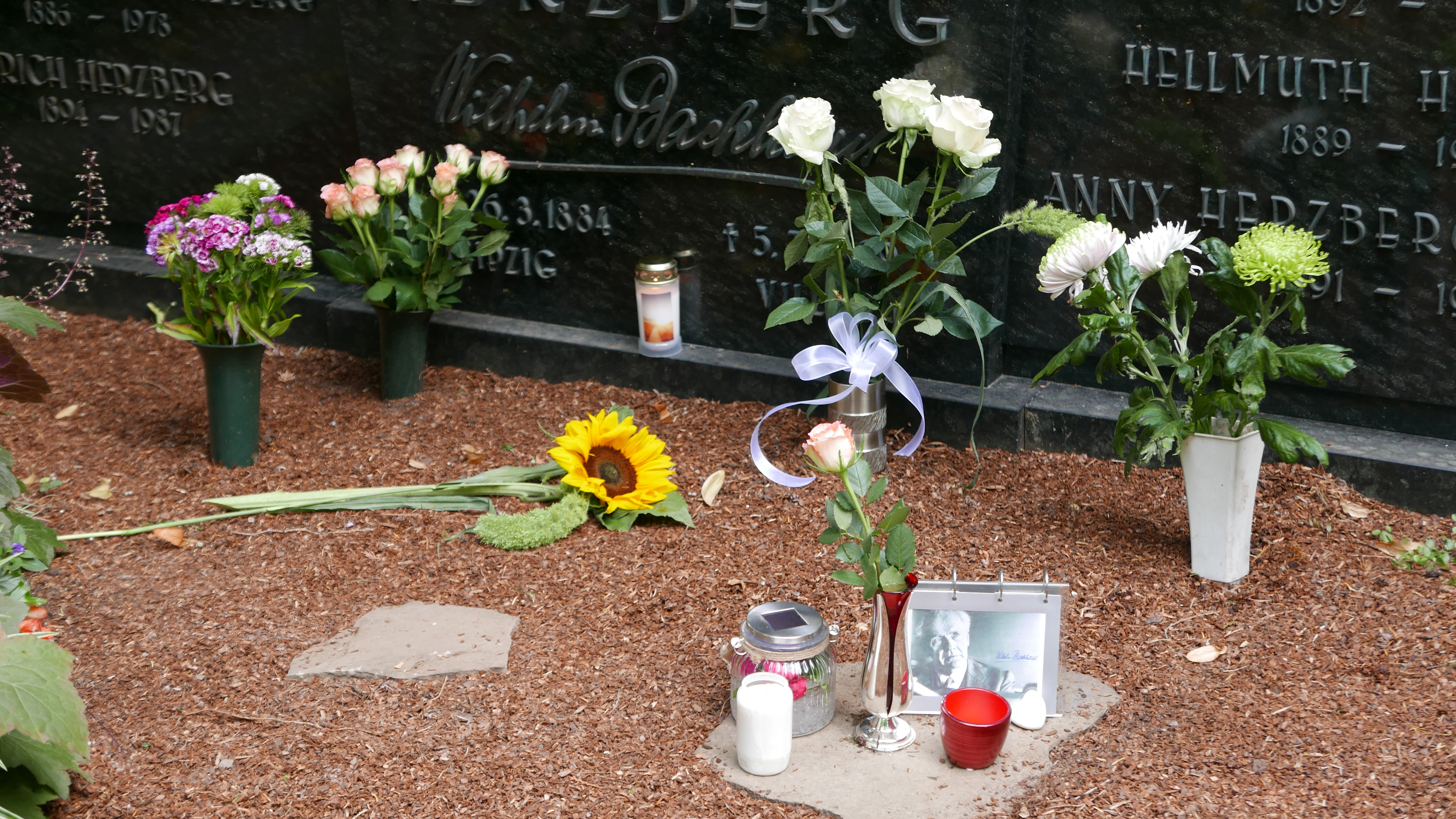
Grabstelle am 5. Juli 2019, dem 50. Todestag von Wilhelm Backhaus

Seine letzten beiden Konzerte fanden am 26. und 28. Juni 1969 in der Stiftskirche in Ossiach statt und wurden für das Radio aufgezeichnet. Backhaus musste am zweiten Abend (28. Juni), nach einem Schwächeanfall, das ursprüngliche Programm ändern und spielte anstelle des letzten Satzes von Beethovens Klaviersonate Nr. 18 zwei der Fantasiestücke op. 12 (Nr. 1 „Des Abends“ und Nr. 3 „Warum“) von Schumann und als Zugabe das Impromptu As-Dur op. 142 Nr. 2 von Schubert. Wenige Tage später verstarb Wilhelm Backhaus in Villach.
Seine Grabstätte befindet sich auf dem Kölner Melaten-Friedhof (Flur 20 in E). Der künstlerische Nachlass von Wilhelm Backhaus befindet sich heute im Archiv des Forschungsinstituts für Salzburger Musikgeschichte am FB Kunst-, Musik- und Tanzwissenschaft der Universität Salzburg.

## Werk
Backhaus tat sich als Beethoven- und Brahms-Interpret hervor. Seine Fähigkeit, Werke mühelos zu transponieren, gilt als außergewöhnlich. Die Londoner „Times“ rühmte ihn 1969 in einem Nachruf als den „größten überlebenden Vertreter der klassischen deutschen Musiktradition, wie sie im Konservatorium seiner Geburtsstadt Leipzig gepflegt wurde“.
Backhaus machte 1909 mit dem Klavierkonzert von Edvard Grieg die erste Gesamtaufnahme eines Konzertwerkes überhaupt. 1910 nahm ihn die englische Grammophone Company unter Vertrag. 1913 bezeichnete ihn der Musikkritiker James Cuthbert Hadden als einen der zehn wichtigsten Pianisten weltweit.
Backhaus war auch der erste Pianist, der bereits 1927 sämtliche Chopin-Etüden einspielte (diese gilt bis heute als eine der besten Interpretationen dieser Werke). Er galt bis ins hohe Alter als zuverlässiger Konzert- und Studiointerpret. Zu seinen bekanntesten und bedeutendsten Einspielungen gehören die 32 Beethoven-Sonaten für die britische Decca Records, die erste Einspielung in Stereo (ausgenommen die Klaviersonate Nr. 29 in Mono), die auf die Vierteljahresliste des Preises der deutschen Schallplattenkritik aufgenommen wurde und bis heute als in Teilen unübertroffen gilt.

## Musikbeispiele
- Klavier-Sonate Nr. 25, Opus 79 in G-Dur (Ludwig van Beethoven), 2. + 3. Satz (Andante + Vivace). In: Schweizerische Stiftung Public Domain. Abgerufen am 9. April 2019.

## Ehrungen

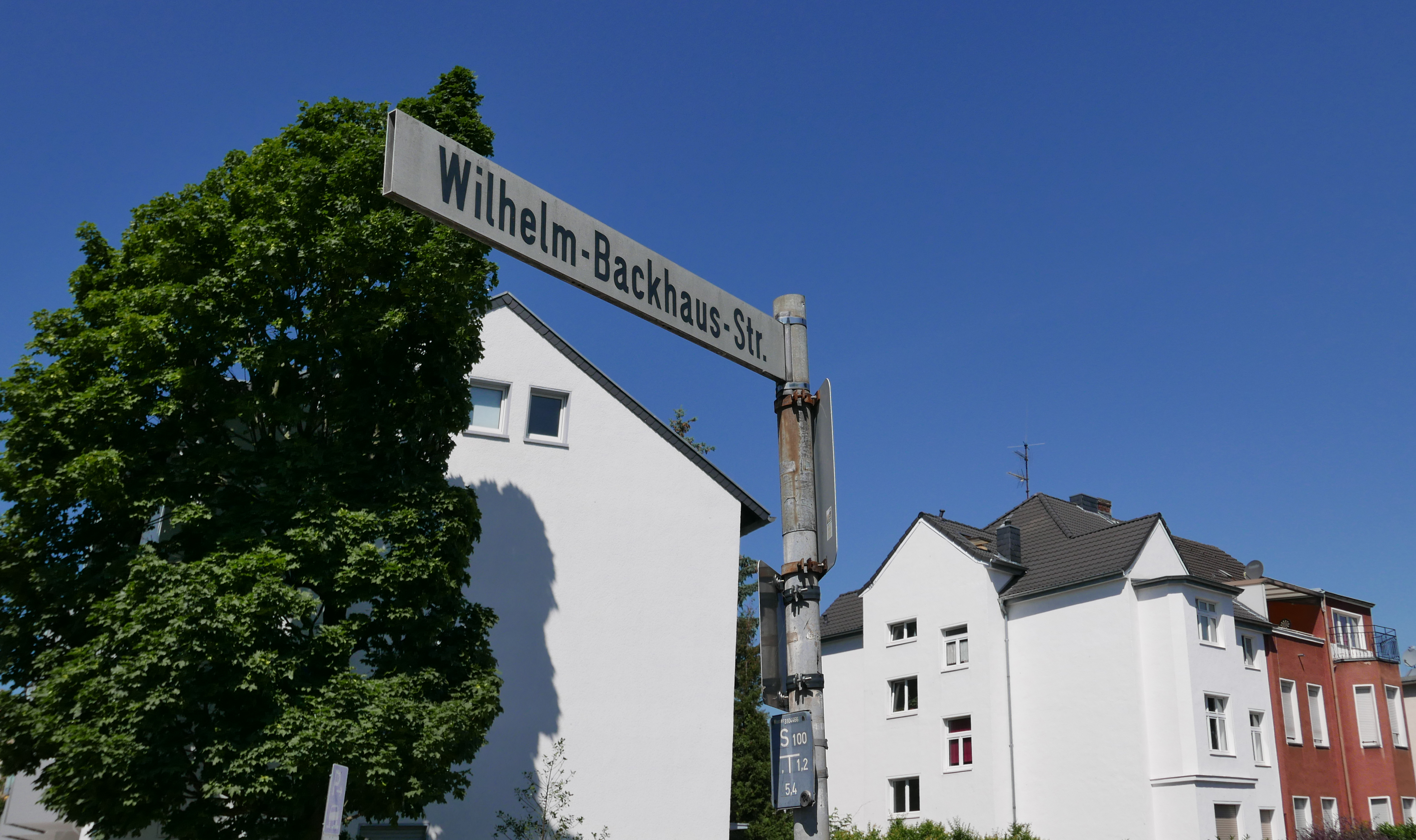
Wilhelm-Backhaus-Strasse in Köln-Lindenthal

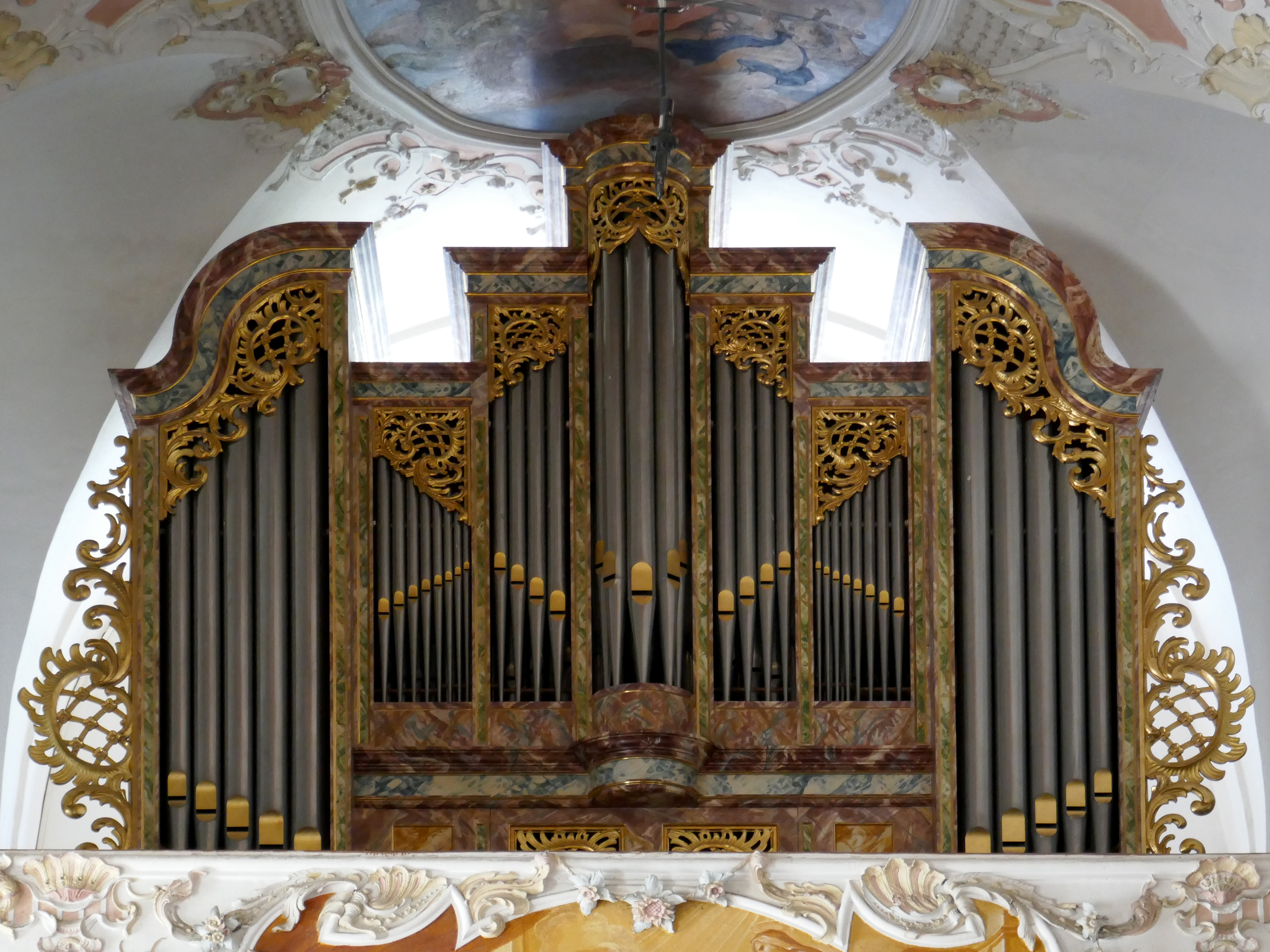
Wilhelm-Backhaus-Gedächtnisorgel in der Stiftskirche Ossiach

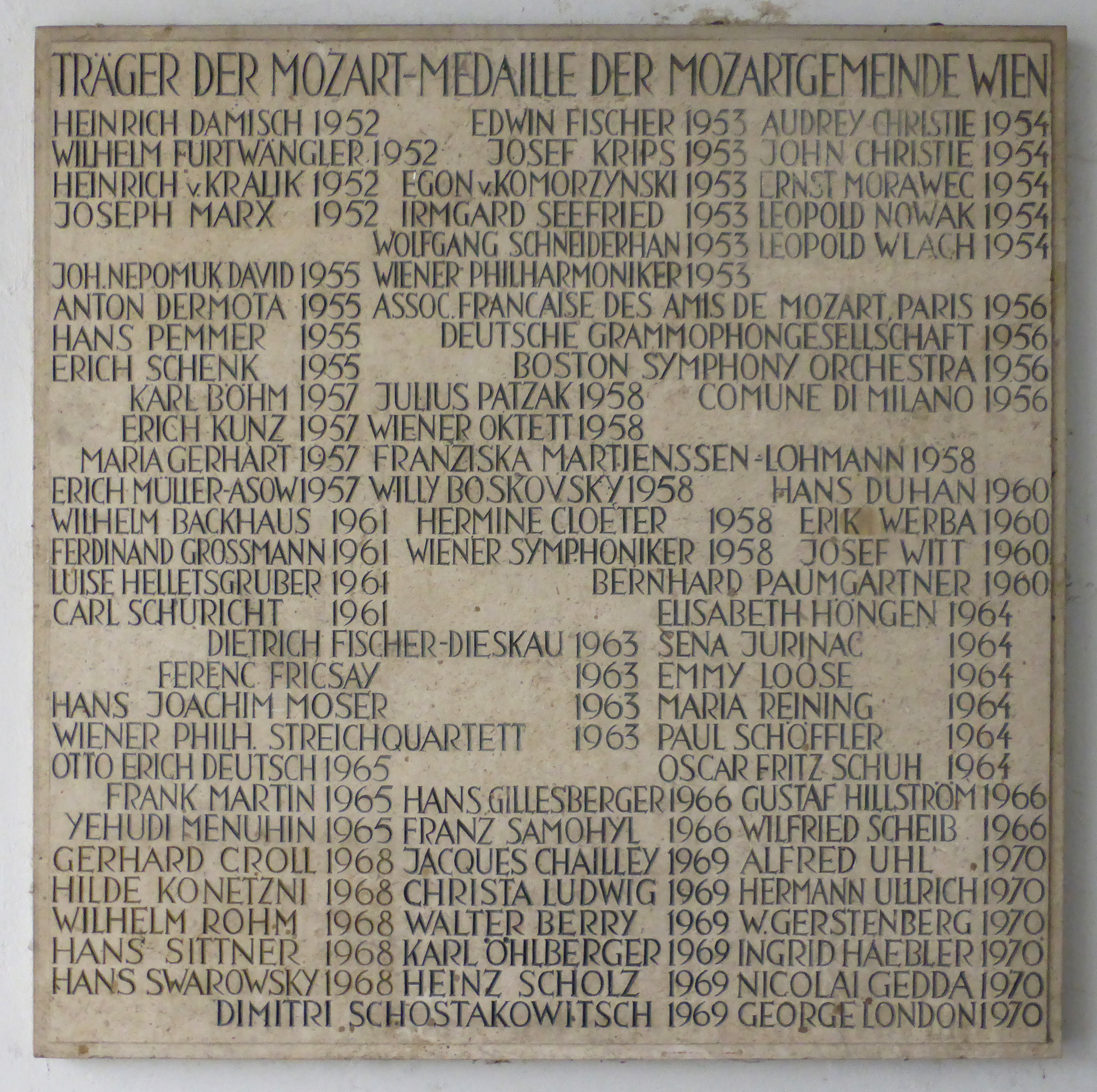
Gedenktafel für die Träger der Mozart-Medaille im Deutschordenshof in Wien

- 1907: Verleihung im Juli 1907 der Goldenen Medaille für Kunst und Wissenschaft durch den Fürst Schwarzburg-Sondershausen[15]
- 1908:  Februar 22 – Verleihung des Ritterkreuzes I. Klasse des großherzoglich hessischen Verdienstordens Philipps des Großmütigen[16]
- 1910: Goldene Medaille für Kunst und Wissenschaften am Bande des Friedrichs-Orden durch den König von Württemberg[17]
- 1928: Ehrenmitglied der Wiener Gesellschaft der Musikfreunde[10]
- 1934: Ehrenmitglied der Wiener Philharmoniker[10]
- 1939: Beethoven-Plakette in Bronze zur 50-Jahr-Feier des Vereins Beethoven-Haus in Bonn[10]
- 1949: Eintrag ins Goldene Buch der Stadt Bonn am 1. Juni 1949 anlässlich des Beethovenfestes[18]
- 1953: Erster Träger des „Bösendorfer-Rings“ (Wanderauszeichnung des Klavier-Herstellers Bösendorfer, nächster Träger wurde 1978 Paul Badura-Skoda)
- 1959: Großes Bundesverdienstkreuz, verliehen zu seinem 75. Geburtstag durch Theodor Heuss.
- 1961: Mozartmedaille durch die Mozartgemeinde Wien[19]
- 1961: Erster Träger des Beethovenringes der Akademie für Musik und darstellende Kunst Wien[20]
- 1961: Ehrenring der Wiener Philharmoniker[21]
- 1966: Großes Silbernes Ehrenzeichen für Verdienste um die Republik Österreich[22]
- 1969: Großes Bundesverdienstkreuz mit Stern, verliehen zu seinem 85. Geburtstag, am 26. März 1969, durch Heinrich Lübke im Beethovensaal der Bonner Redoute.
- 1969: Goldene Medaille der Mozartstadt Salzburg, verliehen zu seinem 85. Geburtstag am 21. März 1969 durch Alfred Bäck.[10]
- Wilhelm Backhaus ist Ehrenmitglied der Wiener Philharmoniker, der Wiener Konzerthausgesellschaft, der Gesellschaft der Musikfreunde in Wien, des Musikvereins für Steiermark,[23] des Vereins Beethoven-Haus Bonn,[24] der Accademia Filarmonica Romana, des Conservatorio di Musica Luigi Cherubini[25] und der Akademie für Musik und darstellende Kunst in Salzburg.
- 1956: Kuratorium zur Förderung der Pflege des künstlerischen und geistigen Erbes Ludwig van Beethoven, Bonn
- In Köln-Lindenthal,[26] Salzburg und Villach sind Straßen nach ihm benannt.
- Die 1971 in der Stiftskirche von Ossiach aufgestellte Metzler-Hauptorgel wurde in Erinnerung an das hier stattgefundene letzte Backhaus-Konzert als Wilhelm-Backhaus-Gedächtnisorgel eingeweiht.[27]
- 1978: Benennung eines Weges bei Goritschach.

## Trivia
- Wilhelm Backhaus spielte in den 70 Jahren seiner Konzerttätigkeit fast 5000-mal vor Publikum.
- Über den Dirigenten Karl Böhm witzelte Backhaus 1967, während der Proben eines Brahms-Konzertes, „Dieser Kerl spielt Brahms ziemlich gut für sein Alter“, Böhm war zu diesem Zeitpunkt 73 Jahre alt und damit gut zehn Jahre jünger als Backhaus.
- Bei einer Aufführung des Klavierkonzertes a-Moll von Edvard Grieg stellte Backhaus fest, dass der Flügel einen halben Ton zu tief gestimmt war, und spielte das Konzert einfach in b-Moll [Legende]